# Isabelle Simonis
Isabelle Simonis (Ougrée, 4 maart 1967) is een Belgische politica voor de PS. Ze was onder meer minister in de Franse Gemeenschapsregering.

## Levensloop
Simonis ging werken bij de Socialistische Mutualiteiten. Ook werd ze opbouwwerkster voor permanente vorming bij de Socialistische Vooruitziende Vrouwen. Ze werd er adjunct-secretaris-generaal en in 1999 volgde ze Marie-José Laloy op als secretaris-generaal.
Van 2003 tot 2004 was ze federaal staatssecretaris van Gezin en Personen met een Handicap. In 2004 werd ze verkozen tot lid van het Waals Parlement en van het Parlement van de Franse Gemeenschap, waar ze bleef zetelen tot in 2014. In 2004 was ze ook voor enkele maanden voorzitter van het Parlement van de Franse Gemeenschap maar moest opstappen toen een interne nota uitgelekt werd waarin stond dat projecten opgezet werden met publiek geld om stemmen te kunnen ronselen van migranten voor de PS. Van 2009 tot 2014 was ze de voorzitter van de PS-fractie van zowel het Waals Parlement als van het Parlement van de Franse Gemeenschap. 
Bij de gemeenteraadsverkiezingen van 2006 werd Simonis eveneens verkozen tot gemeenteraadslid van Flémalle. Ze werd onmiddellijk burgemeester van de gemeente, zij het van 2014 tot 2018 titelvoerend.
Van juli 2014 tot december 2018 was ze minister van Onderwijs van Sociale Promotie, Jeugd, Vrouwenrechten en Gelijke Kansen in de Franse Gemeenschapsregering. In december 2018 nam ze ontslag om het burgemeesterschap van Flémalle opnieuw op te nemen. Vervolgens was ze tot september 2019 afgevaardigde van de Franse Gemeenschapsregering, bevoegd voor Gelijke Kansen en Vrouwenrechten. In december 2022 nam Simonis ontslag als burgemeester van Flémalle om aan de slag te gaan in de non-profitsector, al bleef ze wel actief als gemeenteraadslid.